# Disturbios raciales de Chicago de 1919
Los disturbios raciales de Chicago de 1919 fueron un importante conflicto racial que tuvo lugar en dicha ciudad del estado de Illinois entre el 27 de julio y el 3 de agosto. Durante los disturbios, varias decenas de personas murieron y cientos resultaron heridas. Se considera el peor de los cerca de 25 disturbios ocurridos durante el «verano rojo de 1919» en Estados Unidos, llamado así a causa de la violencia y las numerosas muertes por todo el país. La combinación de incendios provocados, saqueos y asesinatos que se prolongó durante varios días, los convirtieron en la peor revuelta por motivos raciales en la historia del estado de Illinois.
El ambiente social y político en Chicago antes de los disturbios era muy tenso entre los distintos grupos étnicos, tensión causada por la competencia entre ellos. Con la Gran Migración Negra de principios del siglo XX, miles de afroestadounidenses provenientes de los estados sureños se habían instalado en los barrios donde vivían los inmigrantes de origen europeo, en particular los del sur de Chicago, donde se encontraban varios mataderos e industrias cárnicas que daban trabajo a los inmigrantes de esos barrios. Los primeros inmigrantes que se habían establecido fueron los irlandeses, quienes defendieron ferozmente su territorio y poder político frente a los recién llegados. Tras la Primera Guerra Mundial, la tensión entre las distintas etnias aumentó, especialmente en temas laborales y en el acceso a una vivienda. El hacinamiento y el regreso de los veteranos de guerra afroestadounidenses a los barrios también contribuyó a aumentar las tensiones. Según informes oficiales, la crisis se desencadenó cuando un joven negro de nacionalidad estadounidense fue golpeado con una piedra y acabó falleciendo en una playa. Entonces las tensiones existentes explotaron y degeneraron en varios días de disturbios y violencia generalizada.
William Hale Thompson, el alcalde de Chicago durante los disturbios, jugó un papel que se tornó fundamental. Ante la gravedad de los cada vez mayores disturbios, el gobernador de Illinois, Frank Lowden, avisó a Thompson de que la milicia estaba lista para intervenir y poner orden. Pero en una arriesgada maniobra política, Thompson se negó a solicitar el envío de la milicia durante cuatro días. El que años más tarde se convirtiera en alcalde de Chicago, Richard J. Daley, aunque nunca lo reconoció, fue con 17 años un activo miembro de la Irish Hamburg Athletic Club, grupo que investigaciones posteriores demostraron que fue uno de los instigadores de los ataques contra los afroestadounidenses. A pesar de esto, Daley fue alcalce de Chicago durante 21 años (1955-1976), muriendo en el cargo.
El presidente de Estados Unidos, Woodrow Wilson y el Congreso trataron de promover una legislación que redujera el odio racial en todo Estados Unidos. El alcalde Thompson finalmente aceptó que el gobernador Lowden tomara una serie de medidas con el fin de sofocar los disturbios. Varios sectores de la economía de Chicago cerraron durante varios días para evitar que coincidieran los distintos grupos enfrentados. Thompson utilizó posteriormente los disturbios como arma políticas en elecciones posteriores.

## Antecedentes

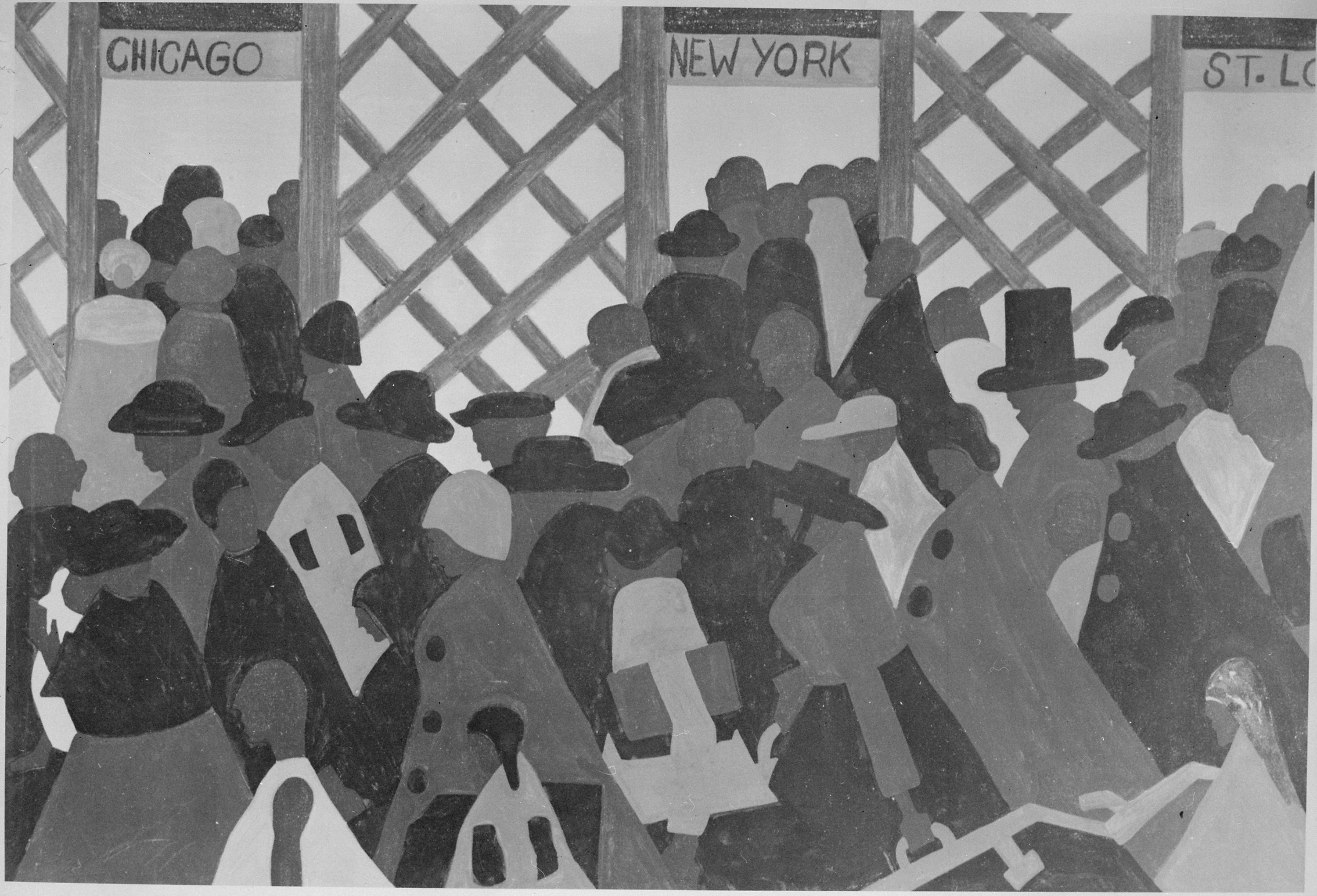
During World War I there was a great migration north…, pintura del artista afroestadounidense Jacob Lawrence que simboliza la Gran Migración Negra a las ciudades del norte de Estados Unidos

A diferencia de lo ocurrido en la mayoría de las ciudades del sur hasta la década de 1960, Chicago no segregaba a blancos y negros en la mayoría de espacios públicos. De acuerdo con Walter Francis White, perteneciente a la NAACP, antes de 1915 Chicago tenía la reputación de ser un lugar equitativo y respetuoso con los afroestadounidenses en general.
Sin embargo, a principios del siglo XX, las playas de Chicago fueron segregadas.
Los afroestadounidenses llevaban asentados en Chicago varias generaciones, pero a principios de siglo, el amplio crecimiento demográfico fruto de la inmigración llevó a conflictos raciales esporádicos entre afroestadounidenses e irlandeses, grupos que competían ferozmente por los puestos de trabajo a los que podía acceder la clase obrera.
A partir de 1910, miles de afroestadounidenses empezaron a emigrar desde los estados del sur; Chicago fue uno de los principales destinos de los emigrados entre las ciudades industriales del norte y el medio oeste. Entre las razones que provocaron esta gran migración está el gran crecimiento del Ku Klux Klan, que durante este periodo contaba con millones de miembros en los estados sureños.
Al igual que la inmigración europea a Estados Unidos, esta migración interior se interrumpió por el estallido de la Primera Guerra Mundial. A pesar de ello, la población afroestadounidense de Chicago aumentó de 44 000 a 109 000 individuos entre 1916 y 1919.

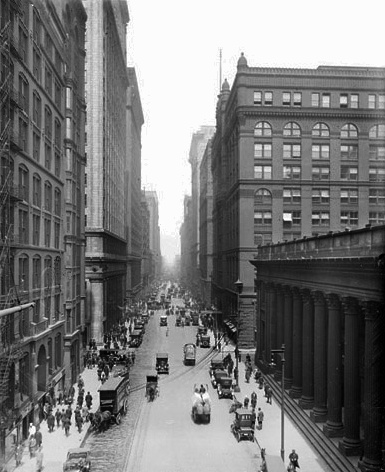
Vista de la Avenida LaSalle de Chicago el 5 de mayo de 1916

Los afroestadounidenses se asentaron en su mayoría en el sur de Chicago, lo que generó competencia por los puestos de trabajo y las viviendas entre ellos y los descendientes de los inmigrantes irlandeses, establecidos desde mediados del siglo XIX. También existían grupos procedentes del sur y este de Europa. Los inmigrantes europeos a menudo formaban patrullas para expulsar a forasteros de barrios y partes de la ciudad que consideraban su territorio. Además, a la vez que se asentaban los afroestadounidenses, otros 20.000 emigrados blancos se asentaron en Chicago procedentes de zonas agrícolas. Esta rápida afluencia de inmigrantes causó también hacinamiento, lo que contribuyó a empeorar la situación.

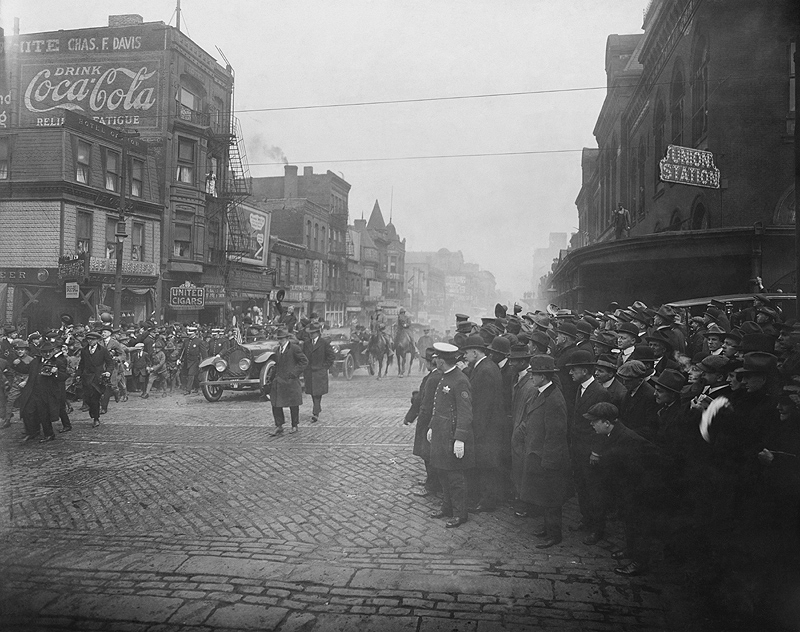
Visita del entonces presidente Theodore Roosevelt a Chicago en 1915. Imagen de archivo del New York Times

La posguerra agravó las tensiones raciales en numerosas ciudades en las que la población estaba aumentando rápidamente. Personas de diferentes culturas competían y se enfrentaban unos con otros en un espacio limitado. En 1917 se estableció en Chicago una política de segregación por bloques. En 1920, el 85 % de los afroestadounidenses residentes en Chicago vivían en los barrios del sur -incluyendo a la clase obrera, media y alta.
A menudo, los veteranos, sin importar su etnia, buscaban un hueco en el mercado laboral, mercado del que habían sido en parte apartados. Numerosos blancos sentían recelos con la vuelta de los veteranos afroestadounidenses. A su vez, los veteranos afroestadounidenses mostraban un nivel de militancia y orgullo mucho mayor que en los años anteriores a la guerra.
El haber servido y luchado por su país les llevó exigir ser tratados como ciudadanos de pleno derecho. A su vez, denunciaron la pasividad tradicional de los afroestadounidenses en el Sur, defendiendo el uso de la fuerza en caso de legítima defensa y el control de sus barrios mediante grupos armados.
En Chicago, los irlandeses dominaban numerosos clubes sociales y deportivos que estaban estrechamente vinculados a la estructura política de la ciudad. Al ser el primer grupo importante de inmigrantes, los irlandeses controlaban formal e informalmente la política en la ciudad.
Numerosas bandas de blancos también atacaban habitualmente en barrios negros, y la policía, abrumadoramente formada por personas blancas, en su mayoría precisamente de nacionalidad irlandesa, no hacían nada por impedir estos ataques. Mientras tanto, los periódicos se encargaban de publicar
noticias sensacionalistas de cualquier crimen en el que presuntamente estuviera implicado algún afroestadounidense.
Un ejemplo de territorialidad étnica era el barrio de Bridgeport, un barrio de mayoría irlandesa al oeste de los barrios donde se asentaban los afroestadounidenses (Cinturón Negro). Los irlandeses patrullaban los límites del vecindario evitando la entrada de otros grupos étnicos, especialmente los afroestadounidenses. Un grupo conocido como Irish Hamburg Athletic Club, donde militó Richard J. Daley a la edad de 17 años, futuro alcalde de Chicago, contribuyó a la violencia pandillera en la zona.

## Los disturbios

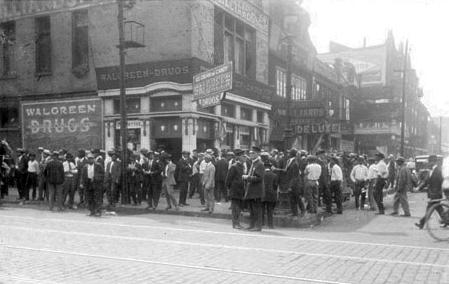
Afroestadounidenses en Douglas, al sur de la ciudad, durante los disturbios

Finalmente, las tensiones raciales entre blancos y negros existentes durante largo tiempo explotaron en cinco días de violencia generalizada a partir del 27 de julio de 1919. En ese caluroso día de verano, en una de las playas segregadas de Chicago, un hombre blanco que había estado lanzando pedradas a un grupo de negros desde el lado sur de la playa acabó con la vida de uno de ellos, Eugene Williams. Las tensiones se incrementaron hasta un punto crítico cuando un oficial de policía blanco decidió no arrestar al responsable del homicidio, deteniendo en su lugar a otro hombre, negro. Las protestas de la población afroestadounidense se toparon con una respuesta violenta por parte de la población blanca. Así es como los disturbios entre blancos y negros empezaron.
En un momento determinado, una turba de hombres blancos amenazó con a atacar a los pacientes afroestadounidenses ingresados en el Provident Hospital. La policía ni siquiera se presentó. La revuelta se prologó durante casi una semana y  solamente logró ser sofocada cuando el gobierno federal desplegó por la ciudad a 6000 soldados de la Guardia Nacional. Los soldados se establecieron en los alrededores del Cinturón Negro de la ciudad para prevenir nuevos ataques de los blancos. En la noche del 30 de julio la mayor parte de la violencia había terminado.
La mayoría de los disturbios, asesinatos e incendios fueron resultado de los ataques que los hombres blancos propinaban a la población afroestadounidense en el lado sur del Cinturón Negro. La mayoría de las víctimas y daños materiales los sufrieron los negros.

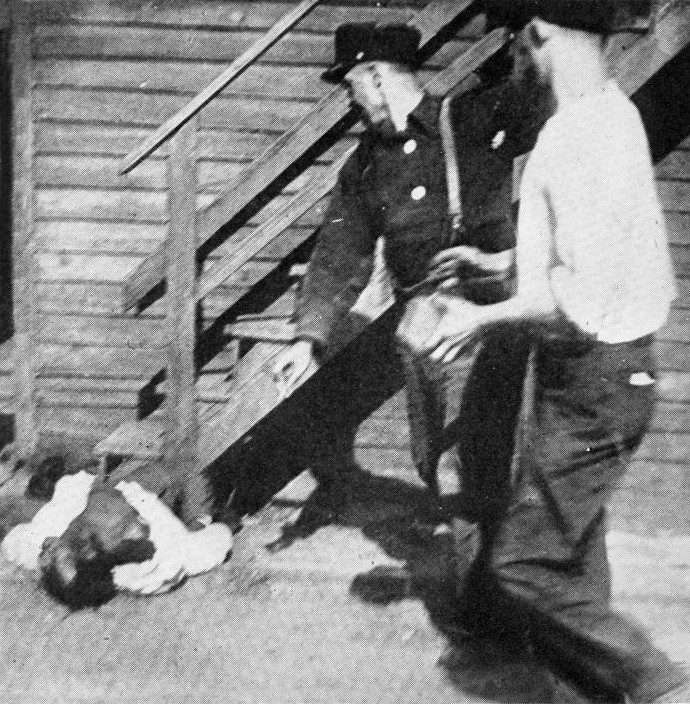
Dos jóvenes blancos rematan a un afroestadounidense durante los disturbios de Chicago.

Los periódicos señalaron los numerosos intentos de provocar incendios; por ejemplo, el 31 de julio se declararon más de 30 incendios en el Cinturón Negro antes del mediodía. Numerosos obstáculos y barricadas llenaban las calles para evitar que los bomberos accedieran a los incendios.
Incluso en el ayuntamiento se habló de un plan que consistiría en quemar las áreas donde habitaban los negros y ejecutar a sus residentes fuera de la ciudad. También se registraron acciones violentas en otras zonas de la ciudad. Los disturbios se saldaron con 38 personas fallecidas, 23 afroestadounidenses y 15 blancos y 537 heridos, en su mayoría afroestadounidenses.
El agente John W. Simpson fue el único policía asesinado.
Aproximadamente 1000 personas, de nuevo en su mayoría afroestadounidenses, se quedaron sin hogar por culpa de los incendios. Numerosas familias afroestadounidenses abandonaron la ciudad en tren durante la revuelta, refugiándose en zonas del Sur donde habitaban sus familias.
El Jefe de Policía, John Garrity, ordenó clausurar «todos los lugares de reunión excepto aquellos que tuvieran fines religiosos» como ayuda para restablecer el orden. El gobernador Frank Lowden autorizó el despliegue de la 11.ª Compañía de Infantería de Illinois, una compañía de ametralladoras y la 1.ª, 2.ª y 3.ª milicia de reserva. Estas unidades en total sumaban unos 3500 hombres.
El Sheriff del Condado de Cook también movilizó a entre 1000 y 2000 veteranos para ayudar a mantener el orden. Durante la revuelta, las industrias permanecieron cerradas y numerosas plantas manufactureras accedieron a pagar los salarios de los días de inactividad; de esta forma en ciertas áreas consideradas seguras los afroestadounidenses podían pasar a recoger sus jornales.
Después de haberse restablecido el orden, el gobernador de Illinois, Frank Lowden, propuso la creación de un comité estatal para estudiar las causas de los disturbios. También propuso la formación de otro comité que debía redactar un nuevo código racial y ético que estableciera "fronteras" raciales dentro de la ciudad.

### Investigaciones posteriores
La oficina del forense del Condado de Cook dedicó 70 sesiones diurnas, 20 sesiones nocturnas y tomó testimonio a unos 450 testigos para recoger pruebas sobre los disturbios.
El informe reveló que el 27 de julio de 1919, Eugene Williams, un joven afroestadounidense, se ahogó después de haber sostenido una traviesa de ferrocarril. Williams había sido alcanzado por una piedra lanzada por un grupo de blancos que habían estado apedreando a otro grupo de afroestadounidenses para expulsarlos del agua en la playa de la calle 29, en Douglas, al sur de la ciudad. Un testigo declaró haber visto a un hombre blanco de pie a unos 20 metros del grupo de afroestadounidenses cuando Williams fue golpeado y cayó sobre el agua, ahogándose. Tras el suceso, el grupo de hombres blancos corrió hacia la calle 29, donde se enzarzó con otro grupo de afroestadounidenses que trataban de acceder a la playa, desafiando las leyes de segregación.

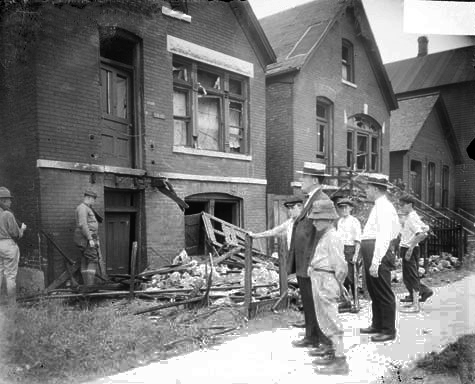
Vista de los daños que sufrieron numerosas viviendas durante los disturbios, julio-agosto de 1919

Los disturbios se intensificaron cuando un oficial de policía blanco se negó a detener al hombre, también blanco, que había lanzado la piedra a Williams. En su lugar arrestó a un afroestadounidense por un delito menor a petición de uno de los hombres blancos. La ira por la detención, sumada al asesinato de Williams, así como a los roces que ambas comunidades iban arrastrando, se desataron a lo largo de cinco días de disturbios. La mayoría de las víctimas fueron afroestadounidenses y la mayoría de los daños materiales también ocurrieron en los barrios negros. Los periódicos dieron una amplia cobertura a los sucesos, pero a menudo sus informes eran sesgados y sensacionalistas, lo que contribuyó a caldear más los ánimos.
Según numerosos historiadores fueron las pandillas juveniles de South Side, incluyendo al Hamburg Athletic Club, los principales instigadores de la violencia racial de la primavera y el verano de 1919, violencia que deseaban y esperaban ansiosamente. Además, otro estudio apuntó que en varias ocasiones, fueron estos grupos blancos los que se esforzaban en intentar desatar la violencia generalizada por todo Chicago, provocando así el caos.
Los primeros partes de lesiones apuntaron a varios policías heridos y un bombero.
Un policía afroestadounidense fue asesinado por desconocidos y el comportamiento de los agentes de policía blancos fue criticado durante y después de los disturbios.
El Fiscal del Estado, Maclay Honey, acusó abiertamente a la policía de arrestar a manifestantes afroestadounidenses mientras se negaban a arrestar a manifestantes blancos.
Las pandillas de Brisgeport, formadas en su mayoría por irlandeses, fueron las responsables de gran parte de la violencia.
Mientras, los periódicos locales solo informaban de los altercados provocados por afroestadounidenses. Más tarde, un informe del Departamento de Bomberos demostró que una mayoría de los incendios fueron causados por blancos y no por negros.
El New York Times en su cobertura de los hechos hizo responsables a los blancos de los ataques en las áreas de población afroestadounidense, además de ataques de la mafia. Debido a los fracasos de la policía en su intento de detener a los responsables, ningún habitante blanco de Chicago fue condenado por asesinato y la mayoría de las muertes quedaron sin ningún culpable. Un hombre fue procesado por la muerte de Williams, pero fue absuelto.

### Consecuencias

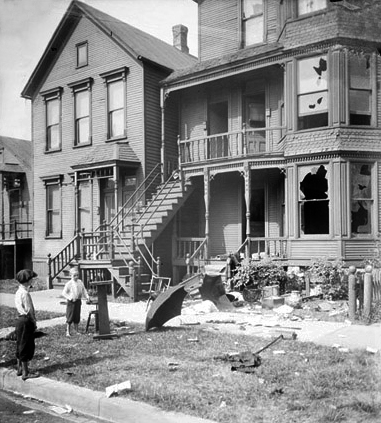
Vista de daños materiales a varias propiedades tras los disturbios en Chicago, agosto de 1919

La economía de Chicago se vio afectada, ya que todas las industrias de la zona sur de la ciudad cerraron durante los disturbios. Los negocios de la zona de Loop también se vieron afectados por los cortes en la circulación. Muchos trabajadores también se mantuvieron alejados de sus zonas de trabajo. La Union Stock Yard, uno de los mayores empleadores de Chicago fue un ejemplo. Inicialmente se esperaba que el lunes 4 de agosto, unos 15.000 trabajadores afroestadounidenses se incorporaran al trabajo, sin embargo, tras los incendios y los ataques que sufrieron viviendas cercanas, la dirección prohibió a sus empleados afroestadounidenses ir a trabajar por el temor de más disturbios.
El gobernador Lowen señaló las cuestiones laborales como la principal causa de los disturbios. Apuntó a que un tercio de los empleados afroestadounidenses no pertenecían a ningún sindicato, lo que producía resentimiento de sus compañeros sindicados.
Finalmente, los trabajadores afroestadounidenses estuvieron diez días más sin trabajar tras acabar los disturbios. El 8 de agosto, cerca de 3000 afroestadounidenses no sindicados se presentaron en sus puestos de trabajo bajo una fuerte escolta de soldados, alguaciles y cuerpos especiales de policía. Los empleados sindicados blancos amenazaron con atacar si no se retiraba el dispositivo de seguridad desplegado. Su principal queja contra los afroestadounidenses era que, en años anteriores, habían sido utilizados por la dirección como rompehuelgas contra los sindicatos.
Muchos afroestadounidenses acabarían yéndose de la ciudad como consecuencia de los disturbios.
El fiscal general de Illinois, Edward Brundage, y el fiscal del Estado, Hoyne, reunieron pruebas para una investigación del suceso. Su intención declarada era perseguir y encarcelar a los autores, pidiendo la pena capital si fuera necesario.
El 4 de agosto de 1919, se lanzaron 17 acusaciones contra afroestadounidenses.
A pesar de los informes forenses que apuntaban a que la mayor parte de la responsabilidad recaía en la comunidad blanca, las acusaciones cayeron sobre afroestadounidenses.
Richard J. Daley, quien fue alcalde de Chicago durante 21 años, entre 1955 y 1976, fue en su juventud presidente del Hamburg Athletic Club de Bridgeport. A lo largo de su amplia carrera política, nunca confirmó ni desmintió el haber participado en los disturbios.
En 1922, seis blancos y seis afroestadounidenses fueron comisionados para investigar las raíces del conflicto. Se descubrió que, entre otros, los soldados que regresaban a casa tras finalizar la Primera Guerra Mundial, no regresaban a sus antiguos trabajos y hogares, desatándose un malestar generalizado.
En 1930, el extravangante alcalde republicano, William Hale Thompson, recordó en una serie de folletos de propaganda los disturbios, instando a los afroestadounidenses a votar a su favor, en contra de la candidata republicana a representante del Senado, Ruth Hanna McCormick, que había ocupado el lugar de su difunto marido. Era la viuda del senador Joseph Medill McCormick y cuñada del editor del Chicago Tribune, Robert Rutherford McCormick. Los McCormick eran una de las familias más poderosas de Chicago y además se oponían a Thompson.
El presidente de los Estados Unidos en ese momento, Woodrow Wilson, culpó como instigadores de los disturbios de Chicago y Washington D. C. a la comunidad blanca. Trató de promover una mayor armonía racial a través de organizaciones y mejoras legislativas en el Congreso. Sin embargo, no cambió la segregación que había impuesto en sus departamentos federales durante su primer mandato. Los disturbios raciales de Chicago de 1919 conmocionaron al país y creó cierta conciencia sobre los problemas raciales a los que los afroestadounidenses debían enfrentarse a diario por parte de la población blanca en Estados Unidos.